# Šoku Nihongi
Šoku Nihongi (japonsky 続日本紀) je japonský historický text sepsaný na císařskou objednávku. Byl dokončen v roce 797 a je druhým ze šesti národních japonských historických děl nazývaných souhrnně Rikkokuši (六国史, Šest státních kronik), v nichž byly dějiny Japonska dovedeny až do roku 887. Předchází jej kronika Nihonšoki a následuje po něm Nihonkóki. Hlavními redaktory díla byli Cugutada Fudžiwara a Mamiči Sugano. Šoku Nihongi je jedním z nejdůležitějších primárních historických zdrojů informací o japonském období Nara.
Kronika pokrývá období 95 let od počátku vlády císaře Mommua v roce 697 až do 10. roku vlády císaře Kammua, tedy do roku 791. Zahrnuje tak období vlády 9 císařů. Byla dokončena roku 797.
Dílo tvoří 40 svazků. Je psáno převážně kanbunem, tedy japonskou formou klasické čínštiny, jak bylo v té době pro formální japonské texty běžné. Řada císařských výnosů ("senmjó", 宣命), které text obsahuje, je však psána písmem známým jako "senmjó-gaki", jež zachovává částice a slovesné koncovky fonograficky.